# Si quebró el cantaro
Il a bien cassé la cruche
L'eau-forte Si quebró el cantaro (en français Il a bien cassé la cruche) est une gravure de la série Los caprichos du peintre espagnol Francisco de Goya. Elle porte le numéro 25 dans la série des 80 gravures. Elle a été publiée en 1799.

## Interprétations de la gravure
Il existe divers manuscrits contemporains qui expliquent les planches des Caprichos. Celui qui se trouve au Musée du Prado est considéré comme un autographe de Goya, mais semble plutôt chercher à dissimuler et à trouver un sens moralisateur qui masque le sens plus risqué pour l'auteur. Deux autres, celui qui appartient à Ayala et celui qui se trouve à la Bibliothèque nationale, soulignent la signification plus décapante des planches.
- Explication de cette gravure dans le manuscrit du Musée du Prado :
El hijo es travieso y la madre colérica. ¿Cuál es peor?.'
(Le fils est polisson et la mère colérique. Qu'est-ce qui pire ?)[2].

- Manuscrit de Ayala :
Las madres coléricas rompen el culo a azotes a sus hijos, que estiman menos que un mal cacharro.
(Les mères colériques rompent à coups de fouet le cul de leurs enfants qu'elles estiment moins qu'une mauvaise cruche)[2].

- Manuscrit de la Bibliothèque nationale :
Hay madres que rompen a sus hijos el culo a zapatazos si quiebran un cantaro, y no le castigaran por un verdadero delito.
(Il y a des mères qui rompent le cul de leurs enfants à coups de savates s'ils cassent une cruche et ne les punissent pas pour un vrai délit)[2].

## Technique de la gravure

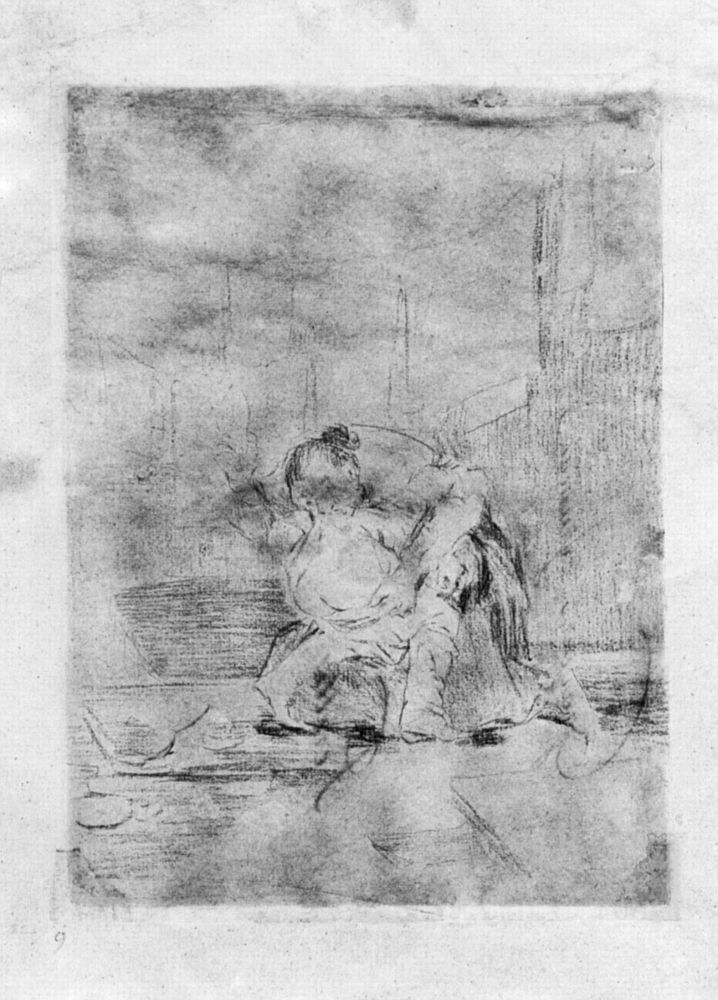
Dessin préparatoire.

L'estampe mesure 206 × 151 mm sur une feuille de papier de 306 × 201 mm.
Goya a utilisé l'eau-forte, l'aquatinte et la pointe sèche.
Le dessin préparatoire est à la sanguine. Dans l'angle inférieur gauche du support, au crayon : « 9 ». Le dessin préparatoire mesure 194 × 141 mm.

## Catalogue
- Numéro de catalogue G02113 au Musée du Prado.
- Numéro de catalogue D04212 du  dessin préparatoire au Musée du Prado.
- Numéro de catalogue 51-1-10-25 de l'estampe au Musée Goya de Castres.